# Varese (stad)
Varese is een stad in Lombardije, Italië. Het is de hoofdstad van de gelijknamige provincie. De stad telt 82.000 inwoners
Varese is gelegen in de merenregio ten noorden van Milaan, op ongeveer 20 kilometer van zowel het Lago Maggiore in het westen, het Meer van Lugano in het noorden en het Comomeer in het oosten en op 5 kilometer afstand van de Zwitserse grens. Het is de officieuze hoofdstad van de streek Insubrië, die het (zowel het Italiaanse als Zwitserse) gebied rond de eerder genoemde meren omvat.
Vanwege haar pittoreske ligging wordt de stad ook wel de tuinstad (città-giardino) genoemd. Belangrijkste monumenten zijn de basiliek van San Vittore en het baptisterium van Sint-Jan (San Giovanni), beide uit de 17e eeuw.
Ten noorden van de stad verheft zich het 1226 meter hoge massief van de Campo dei Fiori. Nabij de hoogste top staat een astronomisch observatorium. Tussen het middeleeuwse bergdorp Santa Maria del Monte en Varese ligt de Sacro Monte di Varese, een weg van 2 kilometer langs 14 kapellen.
Op 26 mei 1859 vond hier de Slag bij Varese plaats.

## Bezienswaardigheden
- Basiliek San Vittore
- Palazzo Estense en Giardini Estensi
- Villa Panza (Museo d'Arte contemporanea)
- Villa Ponti (congrescentrum)
- Kasteel van Masnago (museum)
- Sacro Monte di Varese

## Sport
Enkele bekende sportclubs komen uit Varese:
- Pallacanestro Varese (basketbal)
- AS Varese 1910 (voetbal)
- AS Mastini Varese Hockey (hockey)
- Pro Tennis Team Varese (tennis)

Varese was gastheer van de Wereldkampioenschappen wielrennen 1951. De Zwitser Ferdy Kübler won er, voor de Italianen Fiorenzo Magni en Antonio Bevilacqua. De stad organiseerde ook de Wereldkampioenschappen wielrennen 2008. Daarnaast is Varese jaarlijks aankomstplaats van de eendaagse wielerkoers Ronde van de Drie Valleien.

## Geboren in Varese

### Kerk
- Paus Gregorius XIV (1535-1591), geboren als Niccolò Sfondrati
- Attilio Nicora (1937), geestelijke en kardinaal
- Carlo Maria Viganò (1941), Apostolisch diplomaat en titulair aartsbisschop

### Politiek
- Mario Monti (1943), politicus
- Roberto Maroni (1955-2022), politicus

### Muziek
- Laura Bono (1979), pop- en rockzangeres

### Sport
- Remo Bertoni (1909-1973), wielrenner
- Luigi Botteon (1964), wielrenner
- Mauro-Antonio Santaromita (1964), wielrenner
- Francesco Frattini (1967), wielrenner
- Stefano Zanini (1969), wielrenner
- Andrea Peron (1971), wielrenner
- Simone Zucchi (1971), wielrenner
- Gabriele Colombo (1972), wielrenner
- Daniele Nardello (1972), wielrenner
- Stefano Garzelli (1973), wielrenner
- Oscar Mason (1975), wielrenner
- Davide Frattini (1978), wielrenner
- Noemi Cantele (1981), wielrenster
- Manuel Iori (1982), voetballer
- Paride Grillo (1983), wielrenner
- Ivan Santaromita (1984), wielrenner
- Federico Leo (1988), autocoureur
- Luca Chirico (1992), wielrenner
- Valentina Bergamaschi (1997), voetbalster
- Nicolò Martinenghi (1999), zwemmer
- Filippo Turconi (2005), wielrenner

## Overleden in Varese
- Francesco III d'Este (1698-1780), hertog van Modena en Reggio
- Carlos María de los Dolores de Borbón (1848-1909), Spaanse Carlistische troonpretendent
- Luigi Ganna (1883-1957), Italiaans wielrenner
- Piero Chiara (1913-1986), Italiaans schrijver
- Ferd Grapperhaus (1927-2010), Nederlands fiscaal jurist, politicus en bankier

## Afbeeldingen

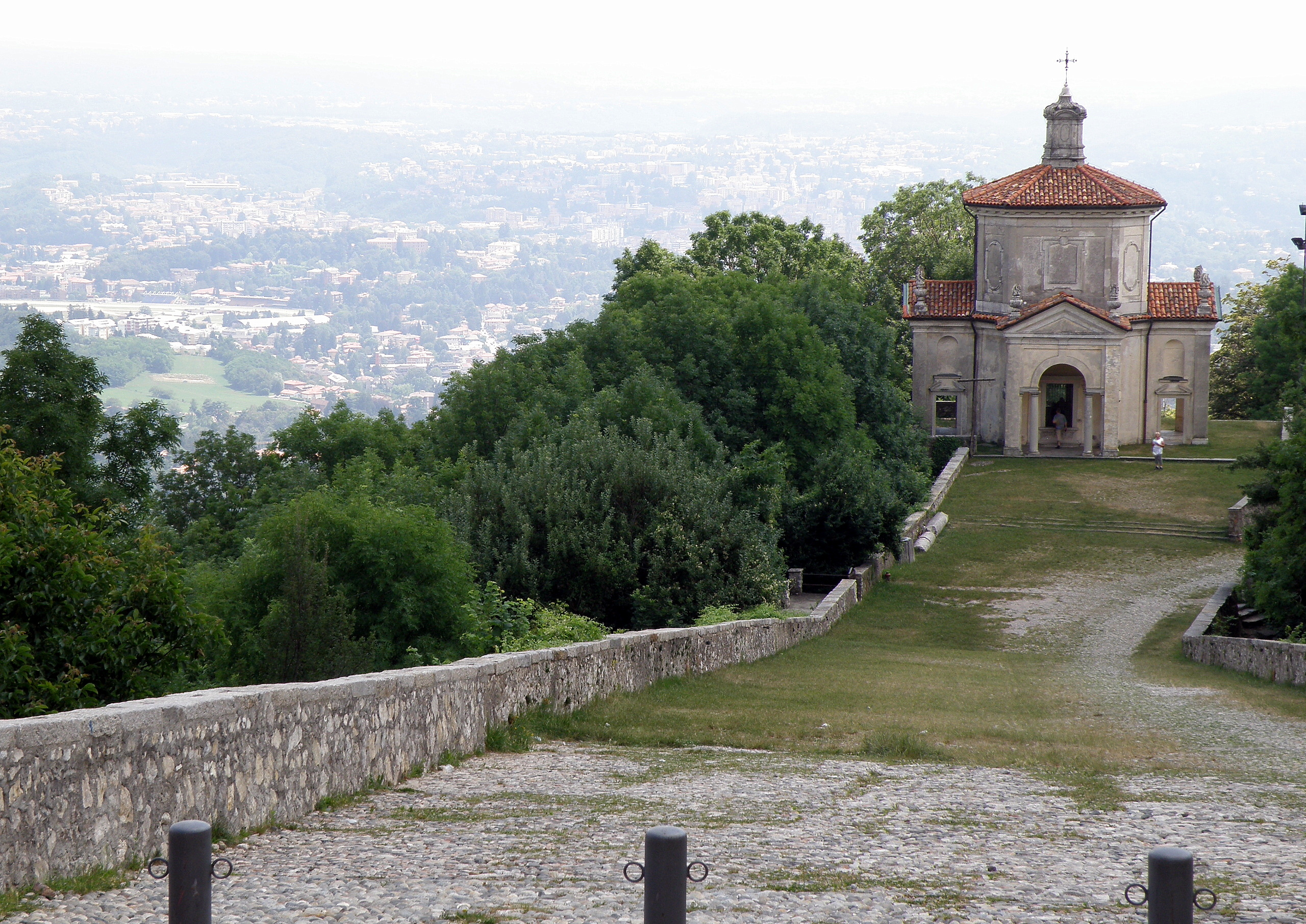
Sacro Monte
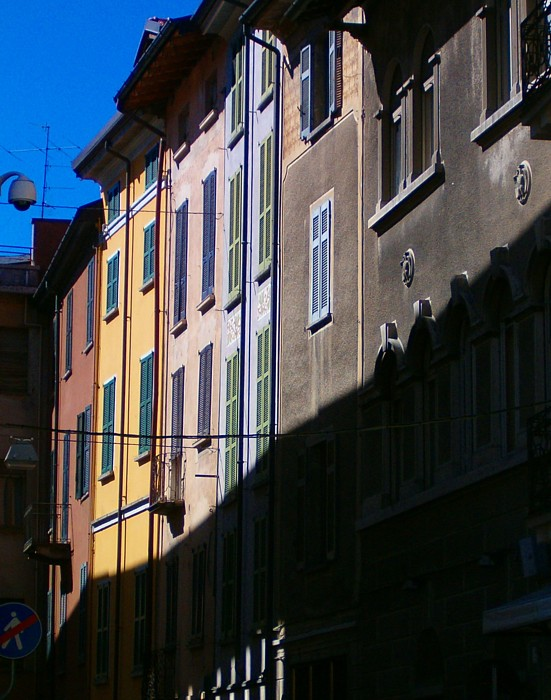
Varese Centrum